# Ulodesmus petrinus
Ulodesmus petrinus är en mångfotingart som beskrevs av Hoffman 2005. Ulodesmus petrinus ingår i släktet Ulodesmus och familjen Gomphodesmidae. Inga underarter finns listade i Catalogue of Life.